# La Nécrosphère
La Nécrosphère (Dark Water) est le onzième épisode de la huitième saison de la deuxième série de la série télévisée britannique de science-fiction Doctor Who, diffusé sur BBC One le 1er novembre 2014.

## Accroche
Dans le monde mystérieux de la Nécrosphère, des plans ont été élaborés. De vieux amis et d'anciens ennemis manœuvrent autour du Docteur, et un choix impossible se profile pour lui.

## Distribution
- Peter Capaldi : Le Docteur
- Jenna Coleman : Clara Oswald
- Samuel Anderson : Danny Pink
- Michelle Gomez : Missy
- Sheila Reid : Grand-mère de Clara
- Chris Addison : Seb
- Andrew Leung : Dr Chang
- Bradley Ford : Fleming
- Nigel Betts : M. Armitage
- Joan Blackham : Femme
- Antonio Bourouphael : Garçon
- Jeremiah Krage : Cyberman
- Nicholas Briggs : Voix des Cybermen

### Version française
- Version française - Dubbing Brothers
- Adaptation - François Dubuc
- Direction artistique - David Macaluso
- Chargée de production - Jennifer Harvey
- Mixage - Marc Lacroix

Avec les voix de
- Marielle Ostrowski - Clara
- Philippe Résimont - le Docteur
- Romain Barbieux - Seb
- Jacqueline Ghaye - Missy
- Frédéric Nyssen - Danny
- Monique Schlusselberg dit Clémont - Mamie

## Résumé
L'épisode commence par la mort prématurée de Danny Pink, renversé par une voiture alors qu'il traversait la route en parlant à Clara au téléphone. Cette dernière, dévastée, appelle le Docteur pour qu'il l'aide à sauver Danny. Pour cela elle vole toutes les clés du TARDIS, endort le Docteur et l’emmène sur une planète volcanique, où elle jette les clés du TARDIS dans la lave à chaque fois que le Docteur refuse de l'aider. Celui-ci retire alors un patch du bras de Clara, semblable à celui qu'elle lui a donné pour s’endormir, qui se révèle être un inhibiteur de rêves et lui explique qu'il la testait pour savoir jusqu’où elle irait pour sauver Danny. Devant sa résolution, il accepte de l'aider et va donc tenter de l'emmener dans l'Au-delà.
Ensuite, le Docteur utilise le circuit télépathique du TARDIS relié à Clara pour retrouver Danny. Ils arrivent dans un bâtiment où sont enfermés des squelettes immergés dans une eau particulière, contenus dans des cellules en verre. Clara et le Docteur rencontrent Missy, qui se présente comme une androïde qui a pour fonction de les accueillir.
Au même moment, Danny est reçu par Seb, qui lui explique qu'il est mort, se trouvant désormais dans un lieu appelé la Nécrosphère, l'Au-delà ou la Terre Promise selon les personnes, et lui pose plusieurs questions.
Quant au Docteur et à Clara, ils suivent un nommé Chang, qui leur montre un liquide qui ne permet de ne voir que la matière organique trempée dedans, toute matière non organique disparaît des vues extérieures. Une sorte de téléphone se met à biper et les met en relation avec Dany, le Docteur demande à Clara de lui poser des questions pour vérifier que c'est bien lui et part avec le docteur Chang et vont retrouver Missy. Entre-temps, celle-ci a réveillé les squelettes qui commencent à vider leur cellule du liquide spécial. Elle tue ensuite Chang après qu'il a expliqué au Docteur que c'était sa patronne et non un androïde. Ce dernier remarque que les squelettes sont en fait des Cybermen dissimulés par ce liquide. La mystérieuse Missy explique au Docteur ce qu'est la Nécrosphère : une technologie des Seigneurs du Temps qui capte les esprits des morts. Il comprend que Missy est une Dame du Temps (féminin pour Seigneur du Temps). Ils sortent et le Docteur découvre qu'ils étaient en fait dans la cathédrale Saint-Paul de Londres et que les Cybermen vont tuer tous les humains. Il essaye d'avertir les passants mais Missy le fait passer pour un fou. Il lui demande alors qui elle est : Missy est le diminutif de Mistress (Maîtresse) car étant donné les circonstances il lui serait difficile de continuer à se faire appeler le Maître.

### Continuité
- L'épisode révèle enfin l'identité de Missy, le fil rouge de la saison.
- Celle-ci utilise un disque dur sous forme de matrice, une technologie des Seigneurs du Temps que l'on a pu voir utilisée par le Maître dans « The Deadly Assassin » (1976) et « The Ultimate Foe » (1986).
- La scène où les Cybermen sortent de la cathédrale St Paul est un hommage à l'épisode de 1968 « The Invasion » et le mausolée sous forme de tombes est une référence à « The Tomb of the Cybermen » (1967).